# ایالات متحده آمریکا در المپیک تابستانی ۱۹۵۶
ایالات متحده آمریکا در بازی‌های المپیک تابستانی ۱۹۵۶ که در ملبورن استرالیا برگزار شد، با ۲۹۷ ورزشکار شرکت نمود و موفق به کسب ۷۴ مدال (۳۲ طلا، ۲۵ نقره، ۱۷ برنز) شد که در رتبه ۲ مسابقات قرار گرفت.